# 5357 Sekiguchi
5357 Sekiguchi è un asteroide della fascia principale. Scoperto nel 1992, presenta un'orbita caratterizzata da un semiasse maggiore pari a 2,9881336 au e da un'eccentricità di 0,1010009, inclinata di 9,11066° rispetto all'eclittica.
L'asteroide è dedicato all'astronomo giapponese Tomohiko Sekiguchi.